# Edward Shippen (1703-1781)
Edward Shippen (9 juillet 1703, Boston – 25 septembre 1781, Lancaster), est un financier.

## Biographie
Petit-fils d'Edward Shippen, il s'associe dans les affaires avec James Logan (en), avec qui il fonde en 1732 la société Logan and Shippen, puis avec Thomas Lawrence (en), dans la société de commerce de fourrures Shippen and Lawrence.
Il fonde la ville de Shippensburg.
En 1744, il est élu maire de Philadelphie. Il devient juge à la Pennsylvania Courts of Common Pleas (en) en 1745.
Il est en 1746 l'un des fondateurs du College of New Jersey (devenu aujourd'hui l'université de Princeton), dont il est membre du premier conseil d'administration jusqu'en 1767. Il participa également à la fondation de la Philadelphia Academy (aujourd'hui l'université de Pennsylvanie), ainsi qu'au Pennsylvania Hospital et à la Société américaine de philosophie.
Il se fixe à Lancaster en 1752 où il est nommé protonotaire (fonction qu'il assura jusqu'en 1778).
Il réalisa de grandes transactions comme trésorier des forces britanniques et provinciales, lorsqu'elles été commandées par le général John Forbes, le général John Stanwix (en) et le colonel Bouquet.
Il était juge de comté sous les gouvernements provincial et d'État.
Il est le père d'Edward Shippen (1729-1806) (en) et le beau-père de James Burd (en).

## Sources
- (en) Cet article est partiellement ou en totalité issu de l’article de Wikipédia en anglais intitulé « Edward Shippen, III » (voir la liste des auteurs).